# Сейлхауэр, Ари Луи
Ари Луи Сейлхауэр (нидерл. Arie Louis Seijlhouwer; 30 октября 1889, Амстердам — 28 ноября 1965, Амстердам) — нидерландский футболист, игравший на позициях нападающего и полузащитника, выступал за амстердамские команды «Холланд», «Аякс» и «Блау-Вит».

## Ранние годы
Ари Луи Сейлхауэр родился 30 октября 1889 года в Амстердаме, в семье торговца Яна Хендрика Сейлхауэра и его жены Анны Элизабет Троген. Он был восьмым ребёнком в семье из девяти детей. У него было три старших сестры и четыре брата, а также младшая сестра, родившаяся 1893 году.

## Спортивная карьера

### «Холланд»
Сейлхауэр начинал карьеру в клубе «Холланд», который проводил свои матчи на футбольном поле недалеко от Спарндаммердейка, в нескольких минутах ходьбы от кладбища Синт Барбара. В команде также играл его старший брат Каспер. В июле 1908 года «Холланд» был поглощён амстердамским «Аяксом», выступавшим классом выше, и Луи стал игроком «красно-белых». Состав амстердамцев пополнился и другими игроками «Холланда», среди которых были Пит ван ден Брукке, Тон Кой и братья Пелсеры (Адриан, Йоп, Фонс и Ян).

### «Аякс»
В основной команде «Аякса» Луи дебютировал 9 января 1910 года в матче против «Конкордии» из Делфта, завершившемся вничью 1:1. До этого, Сейлхауэр играл за вторую команду «Аякса». В сезоне 1910/1911, Луи стал основным игроком команды и довольно часто забивал голы. 30 октября 1910 года, Сейлхауэр отметился дублем в ворота амстердамского клуба РАП, в той игре «Аякс» выиграл со счётом 4:0. Через неделю, Луи вновь отметился дублем, на этот раз, со счётом 3:0, был повержен клуб «Волхардинг». 21 мая 1911 года стало исторической датой в истории клуба, «Аякс» перешёл в первый футбольный класс, который по уровню был самым высоким в Нидерландах.
В сезоне 1911/1912 Луи оставался быть неизменным игроком основного состава, сыграв все 18 матчей чемпионата. В дебютном сезоне на высшем уровне нидерландского футбола «Аякс» финишировал на 8-м месте из десяти возможных, команда чудом избежала вылета. В том же сезоне команда впервые совершила заграничную поездку, Сейлхауэр с командой отправился в Австро-Венгрию. 23 мая 1912 года футболисты «Аякса» с Центрального вокзала Амстердама отправились за границу. Свою первую игру на иностранной территории «Аякс» сыграл в Будапеште с двукратным чемпионов Венгрии клубом МТК, который оказался слишком сильным соперником, МТК разгромил «Аякс» со счётом 5:1. Свой второй матч «Аякс» провёл в городе Вена против клуба «Винер», амстердамцы вновь проиграли, но на этот раз со счётом 2:0. Матчи с зарубежными командами стали для Луи последними в составе «Аякса», в новом сезоне Сейлхауэр стал выступать за амстердамский «Блау-Вит», но команда выступала лишь во втором футбольном классе Нидерландов.

## Личная жизнь
Сейлхауэр был женат на Жаклин ван дер Мер. Их брак был зарегистрирован 24 мая 1934 года в английском городе Хампстед.
Луи работал огранщиком алмазов.